# Розшукується герой
«Розшукується герой» (англ. Hero Wanted) — американський трилер, знятий режисером Брайаном Смрз. Фільм було видано на DVD у США 29 квітня 2008.

## Сюжет
Історія про невдале пограбування під час якого постраждала невинна людина. Один із учасників звинувачує себе у тому, що сталося, і намагається виправити свої помилки. Йому доводитися лавірувати між поліцейськими і бандою закінчених покидьків. Сюжетна нитка часто переривається поверненнями до минулих подій і мозаїка картини того, що сталося, з кожним разом складається все точніше і докладніше.
Кіно про пограбування, яке пішло не так, швидко переростає у фільм про місце, де є один єдиний хороший хлопець, випадкова жертва, за яку винить себе головний герой, купа покидьків і парочка поліцейських, що спостерігають за подіями з боку.